# Orlandus Wilson
Orlandus Wilson (ur. 27 sierpnia 1917 w Chesapeake, Wirginia; zm. 31 grudnia 1998 w Paryżu) − oryginalny członek grupy The Golden Gate Quartet, wokalista (bas), aranżer.
The Golden Gate Quartet założyli jego koledzy w 1934 roku. Miał z nią styczność od początku jej istnienia, śpiewając basem i zastępując czasami Roberta Forda. Z czasem Ford odszedł z grupy i Orlandus Wilson pozostał w niej do śmierci w 1998. Miał jedynie 2-letnią przerwę od 1943 do 1945 roku, kiedy to służył w armii amerykańskiej.
Bardzo duża liczba nagrań grupy jest jego aranżacji.